# Henessy
Henessy (Komsomolsk del Amur, 15 de noviembre de 1989) es el nombre artístico de una actriz pornográfica rusa.

## Biografía
Henessy, nombre artístico de Alina Eremenko (Али́на Ерёменко), nació en noviembre de 1989 en la entonces Unión Soviética, en la ciudad de Komsomolsk del Amur, situada en la región rusa del Krai de Jabárovsk, en el Distrito federal de Extremo Oriente.
Siendo joven se trasladó a San Petersburgo para estudiar, residiendo allí durante seis años. Aquí comenzaría su carrera como chica webcam y como modelo erótica, en lo que trabajó durante año y medio antes de entrar en la industria pornográfica como actriz en 2009, a los 20 años de edad.
Sus primeras escenas profesionales las grabó también en San Petersburgo, siendo su debut una escena chico/chica para la web Teencoreclub. En su segunda grabó su primera escena de sexo anal y en la cuarta una doble penetración. Más tarde decidió marcharse de Rusia para seguir su carrera como actriz en Budapest (Hungría).
Como actriz ha trabajado para productoras como Evil Angel, SexArt, Cum Loader, Marc Dorcel Fantasies, New Sensations, Girlfriends Films, Private, 21Sextury, Digital Sin o Video Art Holland, entre otras. En muchas de sus películas ha grabado escenas de sexo lésbico, anal y orgías.
En 2014 recibió sus primeras nominaciones en los Premios XBIZ y AVN a la Artista femenina extranjera del año así como dos a Mejor escena de sexo en producción extranjera en los AVN por Fashionable Fuckers y la escena de la orgía de 19th Birthday Present: the Greatest Orgy.
En 2015 regresaba a los AVN alzándose con el premio a la Mejor escena de sexo en producción extranjera por la película Rocco's Perfect Slaves, ganándolo junto a Rocco Siffredi y Samantha Bentley. En esa misma edición recibió otras dos nominaciones a Artista femenina extranjera del año y otra en la categoría de Mejor escena de sexo en producción extranjera por Juvenile Rampage.
Algunas películas de su filmografía son Anal Carwash, Butt Sex, Deep Anal Probe, Don't Stop, Elegant Anal, Hard In Love, My Sweet Diary, Perry's DPs 7, Suck My Cunt, Sweet 18 o Young Harlots - Foreign Exchange.
Ha rodado más de 580 películas como actriz.

## Premios y nominaciones
| Año  | Ceremonia           | Resultado | Premio                                        | Trabajo                                  |
| ---- | ------------------- | --------- | --------------------------------------------- | ---------------------------------------- |
| 2014 | Premios AVN         | Nominada  | Artista femenina extranjera del año           | —                                        |
| 2014 | Premios AVN         | Nominada  | Mejor escena de sexo en producción extranjera | Fashionable Fuckers                      |
| 2014 | Premios AVN         | Nominada  | Mejor escena de sexo en producción extranjera | 19th Birthday Present: the Greatest Orgy |
| 2014 | Premios XBIZ        | Nominada  | Artista femenina extranjera del año           | —                                        |
| 2015 | Premios AVN         | Nominada  | Artista femenina extranjera del año           | —                                        |
| 2015 | Premios AVN         | Ganadora  | Mejor escena de sexo en producción extranjera | Rocco's Perfect Slaves 2                 |
| 2015 | Premios AVN         | Nominada  | Mejor escena de sexo en producción extranjera | Juvenile Rampage                         |
| 2018 | Premios XBIZ        | Nominada  | Artista femenina extranjera del año           | —                                        |
| 2018 | Premios XBIZ Europa | Nominada  | Artista femenina extranjera del año           | —                                        |
| 2019 | Premios XBIZ        | Nominada  | Artista femenina extranjera del año           | —                                        |
| 2020 | Premios XBIZ Europa | Nominada  | Mejor escena de sexo en película protagonista | Turning Nympho                           |